# 24h Le Mans 1972

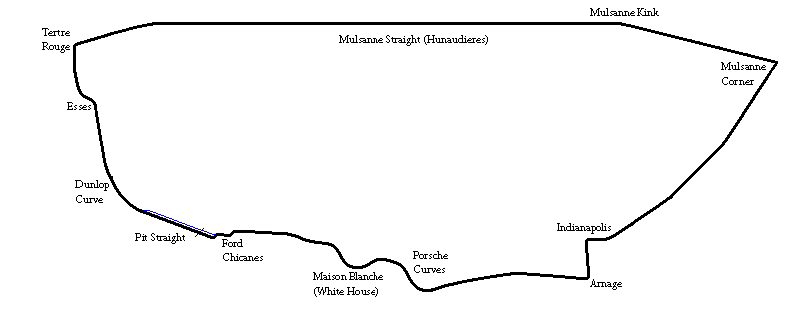
Tor Circuit de la Sarthe

24h Le Mans 1972 – 24–godzinny wyścig rozegrany na torze Circuit de la Sarthe w dniach 10–11 czerwca 1973 roku.

## Wyniki
Źródło: experiencelemans.com
| Poz. | Klasa   | Nr | Zespół                            | Kierowcy                                           | Nadwozie               | Silnik                    | Okr. |
| ---- | ------- | -- | --------------------------------- | -------------------------------------------------- | ---------------------- | ------------------------- | ---- |
| 1    | S 3.0   | 15 | Equipe Matra-Simca Shell          | Henri Pescarolo Graham Hill                        | Matra-Simca MS670      | Matra 3.0L V12            | 344  |
| 2    | S 3.0   | 14 | Equipe Matra-Simca Shell          | François Cevert Howden Ganley                      | Matra-Simca MS670      | Matra 3.0L V12            | 333  |
| 3    | S 3.0   | 60 | Jo Siffert A.T.E. Racing          | Reinhold Joest Michel Weber Mario Casoni           | Porsche 908LH          | Porsche 3.0L Flat-8       | 325  |
| 4    | S 3.0   | 18 | Autodelta SpA                     | Nino Vaccarella Andrea de Adamich                  | Alfa Romeo Tipo 33TT3  | Alfa Romeo 3.0L V8        | 307  |
| 5    | GT 5.0  | 39 | Charles Pozzi                     | Jean-Claude Andruet Claude Ballot-Léna             | Ferrari 365 GTB/4      | Ferrari 4.4L V12          | 306  |
| 6    | GT 5.0  | 74 | North American Racing Team (NART) | Sam Posey Tony Adamowicz                           | Ferrari 365 GTB/4      | Ferrari 4.4L V12          | 304  |
| 7    | GT 5.0  | 34 | Scuderia Filipinetti              | Mike Parkes Jean-Louis Lafosse Jean-Jacques Cochet | Ferrari 365 GTB/4      | Ferrari 4.4L V12          | 302  |
| 8    | GT 5.0  | 36 | Écurie Francorchamps              | Derek Bell Teddy Pilette Richard Bond              | Ferrari 365 GTB/4      | Ferrari 4.4L V12          | 301  |
| 9    | GT 5.0  | 38 | North American Racing Team (NART) | Jean-Pierre Jarier Claude Buchet                   | Ferrari 365 GTB/4      | Ferrari 4.4L V12          | 297  |
| 10   | T 3.0   | 54 | Ford Motor Company Deutschland    | Gerry Birrell Claude Bourgoignie                   | Ford Capri 2600RS      | Ford 3.0L V6              | 292  |
| 11   | T 3.0   | 52 | Ford Motor Company Deutschland    | Dieter Glemser Alex Soler-Roig                     | Ford Capri 2600RS      | Ford 3.0L V6              | 289  |
| 12   | S 3.0   | 68 | Duckham's Oil Motor Racing        | Alain de Cadenet Chris Craft                       | Duckhams LM (Brabham)  | Ford Cosworth DFV 3.0L V8 | 288  |
| 13   | GT 3.0  | 41 | Louis Meznarie                    | Sylvain Garant Jürgen Barth Michael Keyser         | Porsche 911S           | Porsche 2.5L Flat-6       | 285  |
| 14   | S 2.0   | 27 | René Ligonnet – Kodak             | René Ligonnet Barrie Smith                         | Lola T290              | Ford Cosworth FVC 1.8L I4 | 284  |
| 15   | GT +5.0 | 4  | North American Racing Team (NART) | Dave Heinz Robert B. Johnson                       | Chevrolet Corvette ZL1 | Chevrolet 7.0L V8         | 284  |
| 16   | GT +5.0 | 32 | Claude Dubois                     | Jean-Marie Jacquemin Yves Deprez                   | De Tomaso Pantera      | Ford 5.8L V8              | 282  |
| 17   | GT 3.0  | 46 | North American Racing Team (NART) | Jean-Pierre Laffeach Gilles Doncieux               | Ferrari Dino 246GT     | Ferrari Dino 2.4L V6      | 265  |
| 18   | S 2.0   | 24 | Wicky Racing Team                 | Peter Mattli Hervé Bayard Walter Brun              | Porsche 907            | Porsche 2.0L Flat-6       | 252  |

### Nie sklasyfikowani
| Poz. | Klasa | Nr | Zespół           | Kierowcy                         | Nadwozie      | Silnik              | Okr. |
| ---- | ----- | -- | ---------------- | -------------------------------- | ------------- | ------------------- | ---- |
| 19   | S 3.0 | 67 | Christian Poirot | Christian Poirot Philippe Farjon | Porsche 908/2 | Porsche 3.0L Flat-8 | 206  |

### Nie ukończyli
| Poz. | Klasa   | Nr | Zespół                            | Kierowcy                                                      | Nadwozie              | Silnik                    | Okr. |
| ---- | ------- | -- | --------------------------------- | ------------------------------------------------------------- | --------------------- | ------------------------- | ---- |
| 20   | S 3.0   | 16 | Equipe Matra-Simca Shell          | Jean-Pierre Jabouille David Hobbs                             | Matra-Simca MS660C    | Matra 3.0L V12            | 278  |
| 21   | S 3.0   | 5  | Escuderia Montjuich               | Juan Fernandez Francesco Torredemer Eugenio Baturone          | Porsche 908/3         | Porsche 3.0L Flat-8       |      |
| 22   | S 3.0   | 19 | Autodelta SpA                     | Rolf Stommelen Nanni Galli                                    | Alfa Romeo Tipo 33TT3 | Alfa Romeo 3.0L V8        | 263  |
| 23   | S 3.0   | 6  | Hans-Dieter Weigel                | Hans-Dieter Weigel Helmuth Krause                             | Porsche 908/2         | Porsche 3.0L Flat-8       | 244  |
| 24   | GT +5.0 | 29 | Greder Racing Team                | Henri Gréder Marie-Claude Charmasson                          | Chevrolet Corvette    | Chevrolet 7.0L V8         | 235  |
| 25   | S 3.0   | 17 | Autodelta SpA                     | Vic Elford Dr. Helmut Marko                                   | Alfa Romeo Tipo 33TT3 | Alfa Romeo 3.0L V8        | 232  |
| 26   | GT 5.0  | 57 | North American Racing Team (NART) | Luigi Chinetti Jr. Masten Gregory                             | Ferrari 365 GTB/4     | Ferrari 4.4L V12          | 226  |
| 27   | S 3.0   | 8  | Ecurie Bonnier Switzerland        | Joakim Bonnier Gérard Larrousse Gijs van Lennep               | Lola T280             | Ford Cosworth DFV 3.0L V8 | 213  |
| 28   | GT 3.0  | 42 | Claude Haldi                      | Claude Haldi Paul Keller "Gédéhem"                            | Porsche 911S          | Porsche 2.5L Flat-6       | 208  |
| 29   | GT 5.0  | 35 | Scuderia Filipinetti              | Bernard Cheneviére Florian Vetsch Gérard Pillon               | Ferrari 365 GTB/4     | Ferrari 4.4L V12          | 204  |
| 30   | S 3.0   | 22 | Automobiles Ligier                | Pierre Maublanc Jacques Laffite                               | Ligier JS2            | Maserati 3.0L V6          | 195  |
| 31   | GT +5.0 | 71 | Ecurie Léopard                    | Jean-Claude Aubriet "Depnic" „Sylvain”                        | Chevrolet Corvette    | Chevrolet 7.0L V8         | 188  |
| 32   | S 3.0   | 65 | „Novestille”                      | Louis Cosson Jean-Louis Ravenel                               | Porsche 910           | Porsche 2.4L Flat-6       | 188  |
| 33   | S 3.0   | 56 | Claude Laurent                    | Claude Laurent Martial Delalande Jacques Marché               | Ligier JS2            | Maserati 3.0L V6          | 186  |
| 34   | GT 3.0  | 45 | Raymond Touroul                   | "Lee Banner" Dominique Bardini                                | Porsche 911S          | Porsche 2.5L Flat-6       | 183  |
| 35   | T 3.0   | 53 | Ford Motor Company Deutschland    | Jochen Mass Hans-Joachim Stuck                                | Ford Capri 2600RS     | Ford 3.0L V6              |      |
| 36   | S 3.0   | 76 | Jean Egreteaud                    | Jean-Claude Lagniez Raymond Touroul                           | Porsche 908/2         | Porsche 3.0L Flat-8       | 83   |
| 37   | GT +5.0 | 72 | John Greenwood Racing             | Bernard Darniche Alain Cudini John Greenwood                  | Chevrolet Corvette    | Chevrolet 7.0L V8         | 82   |
| 38   | S 2.0   | 23 | Brian Robinson                    | Brian Robinson Jean Rondeau                                   | Chevron B21           | Ford Cosworth FVC 1.8L I4 | 76   |
| 39   | T 3.0   | 49 | Team Schnitzer – Motul            | Hans Heyer René Herzog                                        | BMW 2800CS            | BMW 3.0L I6               | 70   |
| 40   | GT 3.0  | 44 | Jean Sage                         | Jean Sage Georg Loos Franz Pesch                              | Porsche 911S          | Porsche 2.5L Flat-6       | 64   |
| 41   | GT 5.0  | 37 | Maranello Concessionaires         | Peter Westbury John Hine                                      | Ferrari 365 GTB/4     | Ferrari 4.4L V12          | 72   |
| 42   | GT +5.0 | 28 | John Greenwood Racing             | John Greenwood Dick Smothers                                  | Chevrolet Corvette    | Chevrolet 7.0L V8         | 53   |
| 43   | GT 3.0  | 80 | Porsche Kremer Racing Team        | John Fitzpatrick Erwin Kremer Juan Carlos Bolaños             | Porsche 911S          | Porsche 2.5L Flat-6       | 39   |
| 44   | GT 3.0  | 79 | Jean-Pierre Gaban                 | Hermes Delbar Roger Vanderschrick                             | Porsche 911S          | Porsche 2.4L Flat-6       |      |
| 45   | GT +5.0 | 30 | Escuderia Montjuich               | José Juncadella Fernando de Baviera                           | De Tomaso Pantera     | Ford 5.8L V8              | 36   |
| 46   | GT +5.0 | 31 | Escuderia Montjuich               | Herbert Müller Cox Kocher                                     | De Tomaso Pantera     | Ford 5.8L V8              | 36   |
| 47   | S 2.0   | 69 | Michel Dupont                     | Michel Dupont Jean-Paul Bodin                                 | Chevron B19/21        | Ford Cosworth FVC 1.8L I4 | 29   |
| 48   | T 3.0   | 84 | Shark Team                        | Jean-Claude Guérie Jean-Pierre Rouget                         | Ford Capri 2600RS     | Ford 3.0L V6              | 26   |
| 49   | S 3.0   | 7  | Ecurie Bonnier Switzerland        | Hughes de Fierlandt Jorge de Bagration Mário de Araújo Cabral | Lola T280             | Ford Cosworth DFV 3.0L V8 | 26   |
| 50   | GT 3.0  | 40 | René Mazzia                       | Pierre Mauroy Marcel Mignot                                   | Porsche 911S          | Porsche 2.5L Flat-6       | 27   |
| 51   | GT 5.0  | 75 | Charles Pozzi                     | François Migault Daniel Rouveyran                             | Ferrari 365 GTB/4     | Ferrari 4.4L V12          | 22   |
| 52   | S 3.0   | 58 | Bosch Racing Team                 | Walter Roser Otto Stuppacher                                  | Porsche 908/2         | Porsche 3.0L Flat-8       | 11   |
| 53   | S 3.0   | 21 | Automobiles Ligier                | Guy Ligier Jean-François Piot                                 | Ligier JS2            | Maserati 3.0L V6          | 7    |
| 54   | S +3.0  | 33 | Société Franco-Brittanic          | Guy Chasseuil Jean Vinatier                                   | De Tomaso Pantera     | Ford 5.8L V8              | 3    |
| 55   | S 3.0   | 12 | Equipe Matra-Simca Shell          | Jean-Pierre Beltoise Chris Amon                               | Matra-Simca MS670     | Matra 3.0L V12            | 1    |